# Sebatik
Sebatik é uma ilha ao largo da costa oriental de Bornéu, e que está dividida entre a Indonésia (parte sul) e a Malásia (parte norte). Fica no mar das Celebes, na baía de Sebuku, a sul da cidade malia de Tawau. A fronteira Indonésia-Malásia atravessa-a segundo uma linha reta à latitude de 4°10'N.
A parte malaia (Sebatik Malaysia) tem cerca de 25 000 habitantes, e a parte indonésia (Sebatik Indonesia) tem cerca de 80 000.
Em 1965, Sebatik foi palco de alguns conflitos durante o Confronto Indonésia-Malásia.